# Хаурегисар, Микель
Микель Хаурегисар Альбонига (исп. Mikel Jauregizar Alboniga; 13 ноября 2003, Бильбао, Испания) — испанский футболист, полузащитник клуба «Атлетик Бильбао».

## Клубная карьера
7 декабря 2023 года Хаурегисар дебютировал за основную команду клуба «Атлетик Бильбао» в матче Кубка Испании против клуба «Кайон». 16 декабря 2023 года Микель впервые сыграл в Чемпионате Испании, выйдя на замену, в матче против клуба «Атлетико Мадрид».

## Достижения
«Атлетик Бильбао»
- Обладатель Кубка Испании: 2023/24